# Huns Nunatak
Huns Nunatak är en nunatak i Antarktis. Den ligger i Västantarktis. Argentina, Chile och Storbritannien gör anspråk på området. Toppen på Huns Nunatak är 929 meter över havet.
Terrängen runt Huns Nunatak är huvudsakligen kuperad, men åt sydväst är den platt. Terrängen runt Huns Nunatak sluttar österut.  Trakten är obefolkad. Det finns inga samhällen i närheten. 